# Trump Royale
Le Trump Royale est un gratte-ciel résidentiel (condominium) de 168 mètres de hauteur construit à Sunny Isles Beach dans l'agglomération de Miami en Floride aux États-Unis de 2005 à 2008.

## Description
Le bâtiment, situé face à l'océan, comprend 391 logements sur 44 étages. L'architecte est l'agence Sieger Suarez.
Les promoteurs sont les sociétés Dezer Properties du promoteur Michael Dezer et The Trump Organization fondée par Donald Trump. Trump Royale fait partie du complexe Trump Grande Ocean Resort and Residences qui comprend également le Trump Palace quasiment identique au Trump Royale et achevé en 2005, et le Trump International Beach Resort, de plus petite taille, achevé en 2004.
En 2024 c'est l'un des dix plus hauts gratte-ciels de Sunny Isles Beach.
Une enquête menée par Reuters en 2017 a révélé que le penthouse de la tour a été vendu pour 5,2 millions de dollars en 2011. Lionel Messi est propriétaire d'appartements dans la tour.
Des professionnels de l'immobilier affirment que le nom de la tour ne repousse pas les acheteurs potentiels, mais le prix à la vente de certains appartements a tout de même fortement chuté entre 2017 et 2021.